# 台灣天主教
台灣信仰天主教的人口逾24萬人，其中包括神父600多人、修士與修女各約100人與1800人，分佈在800個教堂及各種教會機構；此外共有14位主教，並設有主教團作為最高領導機構。雖然天主教徒僅佔台灣總人口的1%，但在台灣基督徒總人口中佔多數，且天主教會在台灣的社會服務、醫療與文教等公益方面的貢獻上，有著相當高的影響力。

## 沿革

### 初次開教
天主教進入台灣，最早始於西班牙人統治台灣北部，1626年西班牙人登陸台灣北部時設立諸聖教堂，同時有西班牙籍的道明會會士來到台灣對原住民傳教，當中著名者有哈辛托·艾斯奇維（Jacinto Esquivel，1592-1633），他於1631年來臺傳教。是第一位走出西班牙人堡壘到原住民各社傳教的神父。他並利用羅馬拼音來拼寫「淡水語」。編有《淡水語辭彙》，並翻譯《淡水語教理書》，此外還在1632年設立「神學院」（學林），直到1633年他被派往日本傳教。在羅美洛（Alonso Garcia Romero）出任西班牙雞籠淡水長官時期（1634-1635），西班牙在北臺灣的統治達到巔峰，當時從淡水沿基隆河陸路行走到雞籠都還相當安全，傳教士的影響力也比先前所膽敢推想得更遠。據道明會神父奎洛斯寫道，「光我一個人」「在八天之內為淡水河附近三百二十個居民施洗，當時他們正為麻疹所苦，而在三貂於五天內為一百四十一人施洗...」:181
1642年，荷蘭發動雞籠之戰，西班牙被迫離開台灣，天主教在臺灣的傳播也一度中斷。

### 二次開教

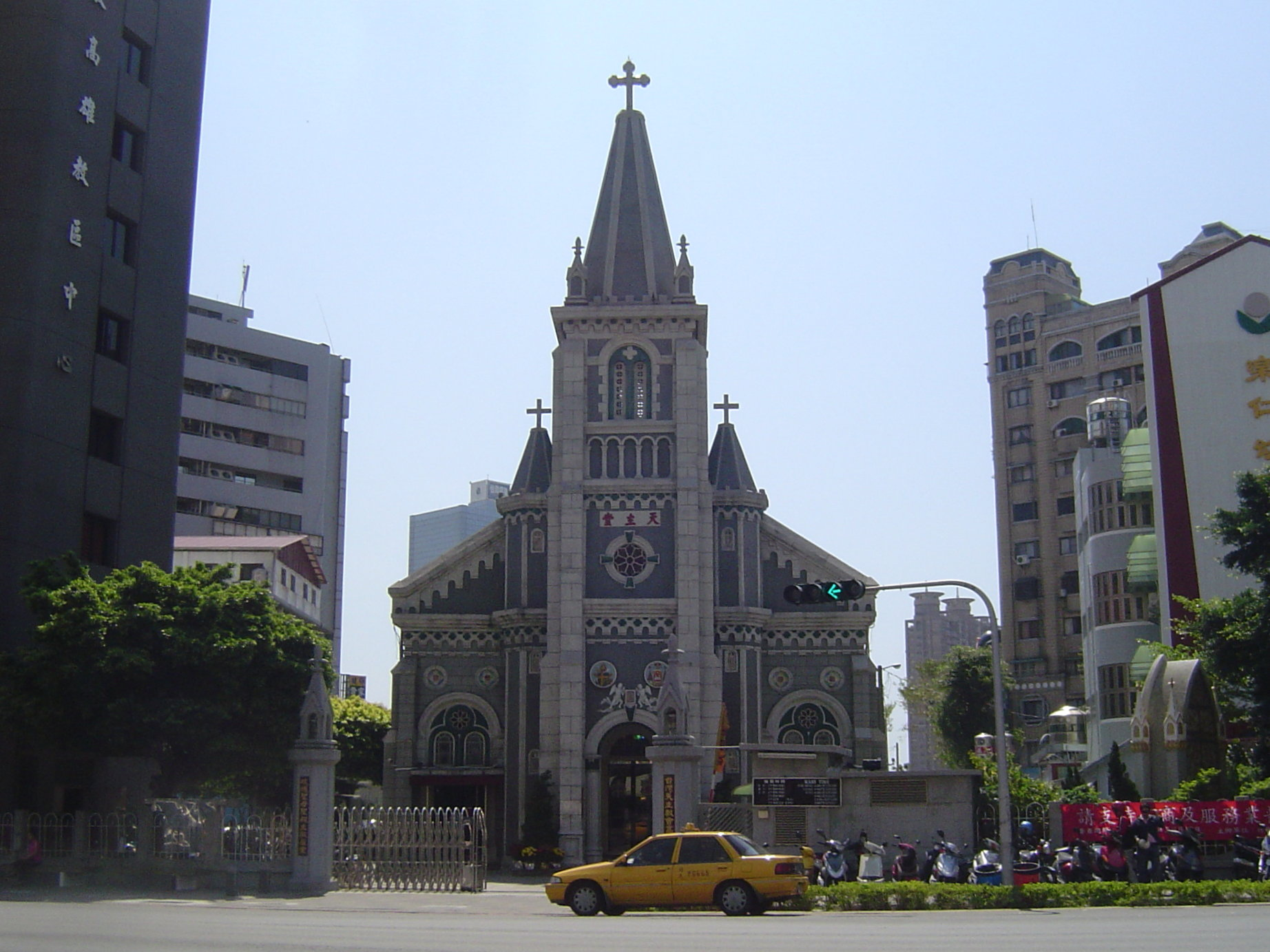
台灣天主教發源地，位於高雄市區的玫瑰聖母聖殿主教座堂（前金天主堂）

清治咸豐九年（1859年）5月18日，道明會再次來到臺灣傳揚福音，三位來自菲律賓的西班牙籍道明會傳教士郭德剛（Fernando Sainz）及洪保律（Angel Bofurull）等人及五位中國教友傳道員，從中国大陆橫渡台灣海峽抵達打狗港（今高雄港），同年12月在靠近今日高雄愛河河口的地方購地興建簡易傳教所（即今玫瑰聖母聖殿主教座堂址），成為天主教會在台灣的第一個據點。此為天主教正式在台灣發展之始，至2009年已逾150年。
天主教重新傳入台灣後，早期隸屬於中國（清朝）的福建代牧區（今福州教區）管理，1883年改歸新成立的廈門代牧區（今廈門教區）管轄，當時主要由道明會總理教務。

### 日治時期

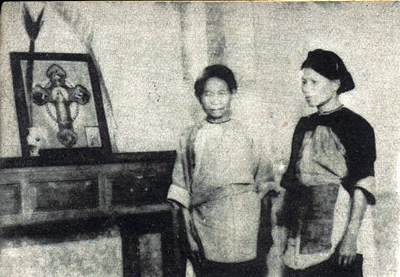
日治時代屏東萬丹的平埔族原住民部落一個信仰天主教的家庭，圖左為聖母像

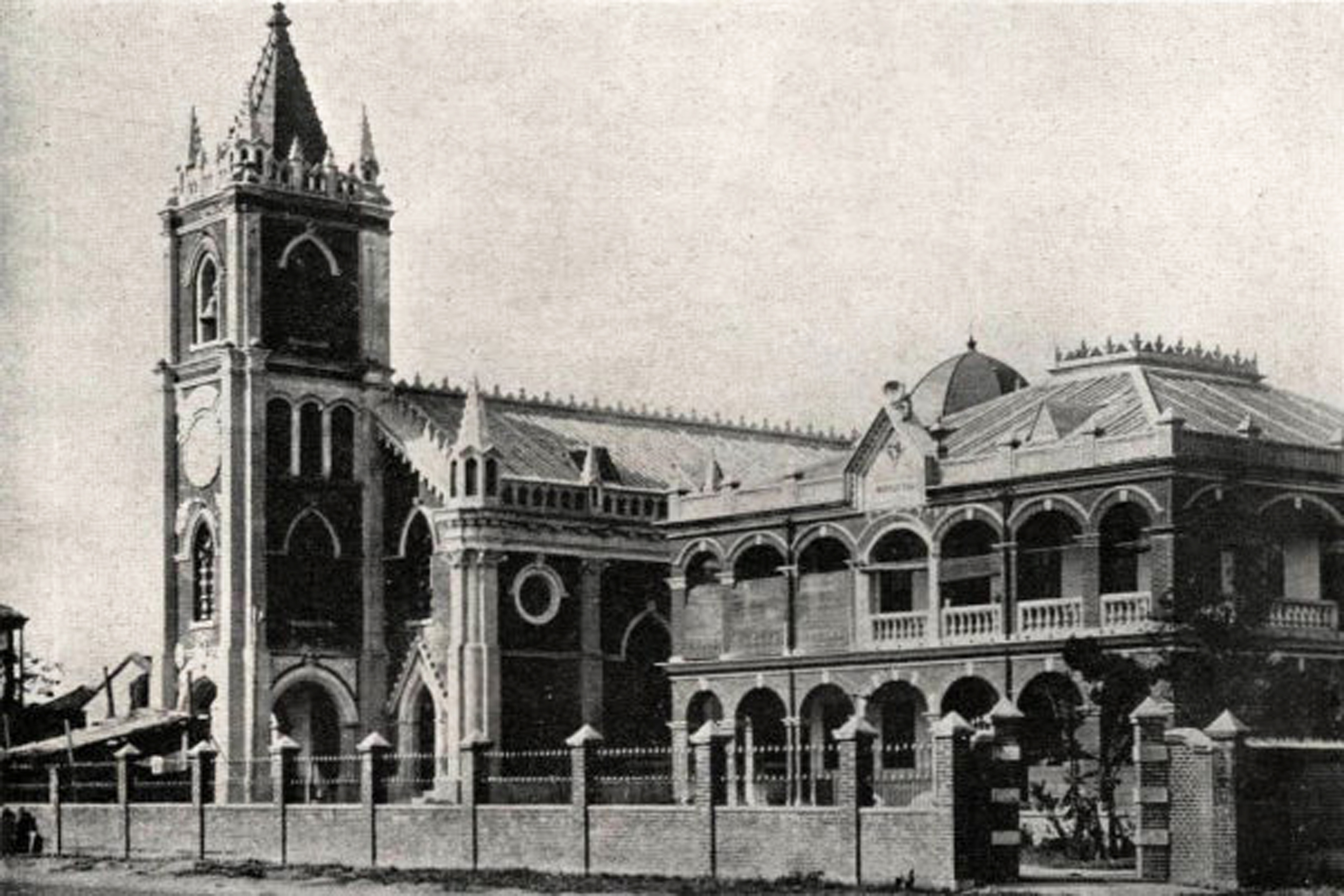
1914年落成的大稻埕蓬萊町大聖堂，為當時台北天主教會的發展中心，但毀於台北大空襲，現已改建為聖母無原罪主教座堂

1895年，清朝與日本簽訂《馬關條約》，台灣改由日本統治，但教務仍隸屬廈門代牧區管轄。1913年（日治大正9年），聖座（教廷）始將台灣（即日屬台灣）脫離廈門代牧區，獨立設置台灣監牧區，教務仍由道明會會士所主持，以高雄為教務中心。第二次世界大戰爆發前，台灣天主教會轉為日籍神職人員負責。在日本統治的這段期間，台灣天主教友的人數從2千人成長至約1萬人，僅有少數州廳還未設有教堂，這為戰後台灣天主教會的擴張建立了基礎。

### 戰後至今
1945年，台灣進入中華民國時代，台灣的日籍神職人員被全部遣返，台灣天主教會的教務改由華籍神父主導，但監牧再由道明會會士擔任。1949年，中華民國政府播遷台灣之後，由於中國大陸新建立的社會主義政權採無神論治國，有不少本國及外國籍的天主教徒及神職人員離開中國大陸，其中的大部分來到台灣。除了在台灣服務的修會增加外，台灣本地與中國大陸來台的神職人員也逐漸取代外國籍神職人員，成為台灣天主教會發展的主力。1952年8月7日，台灣建立聖統制，正式由原有的傳教區體制轉為教區制；而台灣的教區數目，也由原本的1個監牧區，逐漸增加及改制為7個教區、1個宗座署理區。
天主教會及關聯團體在台灣的社會服務、醫療與文化、教育等方面有一定的貢獻。各大政黨包括國民黨和民進黨等都致力與聖座發展外交關係。民進黨籍總統陳水扁於2005年訪問羅馬，出席教宗若望保祿二世的葬禮，成為首位到訪教廷的現任中華民國總統。國民黨籍總統馬英九於2013年3月出席新教宗方濟各的就任典禮，是首位與現任教宗會面的中華民國總統。此外，由於海峽兩岸特殊的政治及社會情勢，加上中國大陸天主教會遭到政府高度管制而無法與聖座完全共融，使得台灣天主教會肩負聖座與中國大陸間的「橋樑教會」職責。
2016年的中華民國總統選舉，時任中央研究院副院長陳建仁以無黨籍身分和民進黨籍的蔡英文搭檔參選並當選為副總統，成為台灣歷史及中華民國歷史上首位出任國政要職的天主教徒。

## 現況
台灣天主教會在於1950年代時曾有長足發展。但1970年代以來教友停滯在30萬人左右，未有顯著之增加，而台灣此際正是人口大幅增加的時期，故可說信仰比例不增反減。為此，台灣天主教會進行調查，在《天主教在台灣現況之研究》一文中認為1950年代的發展係因：
- 有利的政治因素
- 社會經濟狀況不穩定
- 中國大陸教徒及神職人員大批來臺
- 原住民皈依

而1970年代後的停滯則有以下因素：
- 社會經濟條件的改善使人的宗教需求下降
- 傳統文化對於西方宗教的抵制
- 民間信仰復興
- 信教人口的遷移[7]

1990年代以來，台灣因為少子化嚴重、且神職人員必須獨身，與台灣人的傳宗接代觀念嚴重衝突，以及在台灣神父社會地位不高，導致台灣缺乏本國籍神父，必須從東南亞等地派遣神父來台；而各教區研議允許平信徒擔任神職人員（如終身執事），也顯示出台灣天主教會的牧靈工作必須更加本土化的迫切性。
此外，雖然台灣與中國大陸自1949年起便處於政治分治分立的狀態，但聖座仍承認中華民國為中國代表而將台灣的教省、教區等教會管區劃歸於中國（相關政治問題請參見海峽兩岸關係）。因為如此，台灣主教團的英文名稱「Chinese Regional Bishops' Conference」，直譯即是「中華區主教團」；聖座在台灣的大使館為「聖座駐華大使館」；而台灣天主教會的大專學生組織，則是稱為「中華天主教大專同學會」等。不過在事實上，臺灣的聖統制已隨著兩岸分治而與中國大陸分離。

## 教區

### 日治時期
1940年（日治昭和15年），台灣教區（台灣監牧區）有以下的管轄教會（即今稱之堂區）和小教區（小堂）。
| 教區         | 管轄教會                     | 小教區 |
| ------------ | ---------------------------- | ------ |
| 台北樺山町   | 樺山町天主堂                 | 0      |
| 台北蓬萊町   | 蓬萊町大聖堂                 | 3      |
| 淡水         | 淡水天主公教會               | 1      |
| 基隆         | 基隆天主公教會               | 2      |
| 台中         | 台中天主堂                   | 4      |
| 台中州羅厝   | 羅厝天主堂（員林郡坡心庄）   | 4      |
| 台中州田中   | 田中天主堂                   | 3      |
| 台南州斗六   | 斗六天主公教會               | 2      |
| 台南州樹仔腳 | 樹仔腳天主堂（斗六郡莿桐庄） | 2      |
| 台南州埔姜崙 | 埔姜崙天主堂（虎尾郡土庫庄） | 3      |
| 台南州嘉義   | 嘉義天主公教會               | 4      |
| 台南         | 台南天主堂                   | 2      |
| 高雄         | 高雄天主堂                   | 4      |
| 高雄州赤山   | 赤山天主堂（潮州郡萬巒庄）   | 0      |

### 戰後至今
目前台灣的天主教會設有1個教省、1個宗座署理區，均按照政治的行政區劃來劃分。教省之下分為7個教區（包含1個總教區作為教省之首府），其中總教區與主教團均座落於台北。7個教區及台灣主教團，均為中華民國內政部立案之宗教財團法人。
| 教區                 | 主教 ／宗座署理             | 主教座堂             | 成立時間                                                                                   | 轄區                           | 總鐸區 | 堂區 | 兼管區 (非獨立堂區) |
| -------------------- | --------------------------- | -------------------- | ------------------------------------------------------------------------------------------ | ------------------------------ | ------ | ---- | ------------------- |
| 臺北總教區           | 鍾安住總主教                | 聖母無原罪主教座堂   | 1949年12月30日（宗座監牧區） 1952年8月7日（總教區）                                        | 台北市、新北市、基隆市、宜蘭縣 | 10     | 72   | 0                   |
| 新竹教區             | 李克勉主教                  | 聖母聖心主教座堂     | 1961年3月21日                                                                              | 新竹市、新竹縣、桃園市、苗栗縣 | 3      | 86   | 0                   |
| 臺中教區             | 蘇耀文主教                  | 耶穌救主總堂         | 1951年1月26日（宗座監牧區） 1962年4月16日（教區）                                          | 台中市、彰化縣、南投縣         | 5      | 54   | 0                   |
| 嘉義教區             | 浦英雄主教                  | 聖若望主教座堂       | 1952年8月7日（宗座監牧區） 1962年4月16日（教區）                                           | 雲林縣、嘉義市、嘉義縣         | 4      | 33   | 19                  |
| 臺南教區             | 黃敏正主教                  | 中華聖母主教座堂     | 1961年3月21日                                                                              | 台南市、澎湖縣                 | 5      | 47   | 13                  |
| 高雄教區             | 劉振忠總主教                | 玫瑰聖母聖殿主教座堂 | 1913年7月19日（台灣宗座監牧區） 1949年12月30日（高雄宗座監牧區） 1961年3月21日（升格教區） | 高雄市、屏東縣                 | 9      | 58   | 0                   |
| 花蓮教區             | 黃兆明主教                  | 進教之佑主教座堂     | 1952年8月7日（宗座監牧區） 1963年7月15日（教區）                                           | 花蓮縣、台東縣                 | 10     | 45   | 151                 |
| 金門、馬祖宗座署理區 | 鍾安住總主教 臺北總主教兼任 | --                   | 1968年9月25日                                                                              | 金門縣、連江縣                 | --     | 2    | 0                   |

## 大事記
| - 1859年5月18日：三位來自菲律賓的西班牙籍傳教士及五位本國籍教友傳道員，由廈門橫渡台灣海峽抵達打狗港，天主教開始傳入台灣。 - 1913年7月19日：聖座將台灣與澎湖（日屬台灣）從廈門代牧區分離，成立台灣監牧區，西班牙籍道明會會士林牧才神父（Rev. Clemente Fernandez, O.P.）被任命為首任台灣監牧區監牧。1920年至1941年，西班牙籍楊多默（Tomas de la Hoz）任职。1941年起，日本籍里脇淺次郎任职。 - 日本戰敗后，中华民国政府接管台湾。1946年4月，里脇淺次郎返回日本。本省籍神父凃敏正代管教务。1948年3月5日，西班牙籍陳若瑟神父获罗马教廷任命，为台湾监牧。 - 1949年12月31日 - 聖座將台灣中北部由原有的台灣監牧區劃出，成立台北監牧區，轄有今日的台北市、基隆市、新北市、新竹市，以及桃園、新竹、苗栗、宜蘭、花蓮等5縣（和當時尚存在的陽明山管理局）。首任台北監牧由主徒會會士、來自河北的郭若石神父擔任。 - 台灣監牧區更名為高雄監牧區，轄有今日的高雄市、台中市、嘉義市、台南市，以及彰化、南投、雲林、嘉義、屏東、台東、澎湖等7縣。陳若瑟神父仍任监牧。 - 1951年1月26日：台中市、彰化縣、南投縣等3個縣市（和當時尚存在的台中縣）獨立成為台中監牧區，由美籍瑪利諾會會士蔡文興（Most Rev. William Francis Kupfer, MM）出任監牧。 - 1951年10月24日：時任教廷駐華公使黎培理總主教於同年9月6日遭中华人民共和国政府驅逐出境後，自香港來到台灣，並在台北恢復原設於南京的教廷駐華公使館（後於1959年升格為大使館）以及天主教教務協進會。 - 1952年8月7日 - 台灣的聖統制度正式建立，成為中國天主教的第21個教省。 - 台北監牧區升格為台北總教區，負責統領台灣所有教區，台北監牧郭若石擔任首任總主教。 - 花蓮縣與台東縣合併獨立為花蓮監牧區，由法國籍的營口教區主教費聲遠（Most Rev. André-Jean Vérineux, M.E.P.）擔任監牧。 - 雲林縣、嘉義縣（市）、台南縣市、澎湖縣脫離高雄監牧區，獨立成為嘉義監牧區，由陽穀教區主教牛會卿擔任監牧。 - 1956年：主顧修女會在台中市復興路成立「靜宜女子英語專科學校」（今 靜宜大學），為台灣中部第一所天主教大專院校。 - 1959年2月：南京總教區主教于斌自美國來台，同年12月獲教宗若望二十三世任命為天主教輔仁大學校長，主持輔大在台復校工作。 - 1960年2月5日：台灣天主教會在高雄市進行為期3天的「天主教慶祝台灣傳教100週年紀念」慶祝活動，包括在高雄玫瑰堂舉行大禮彌撒、道明中學宿舍動土典禮等活動。 - 1961年3月21日 - 教宗若望二十三世宣佈將桃園、新竹（市）、苗栗三縣由台北總教區劃出，成立新竹教區，並指派羅馬傳信大學（Pontifical Urbaniana University）秘書長杜寶晉蒙席出任首任主教。 - 聖座將台南市、澎湖縣（和當時尚存在的台南縣）劃出高雄監牧區，成立台南教區，羅光神父擔任教區首任主教。 - 高雄監牧區升格為高雄教區，國籍道明會會士鄭天祥神父獲教宗若望二十三世任命為首任高雄主教，並獲晉升為總主教。 - 1962年4月16日 - 台中監牧區正式升格為台中教區，台中監牧蔡文興擔任首任主教，並於同日晉牧。 - 嘉義監牧區升格為嘉義教區，原任監牧的牛會卿主教成為教區首任主教，領署理之銜。 - 1963年7月15日：聖座正式將花蓮監牧區升格為正式教區，原任監牧的費聲遠主教成為花蓮教區首任主教，領署理之銜。 - 1964年3月1日：在臺北縣新莊鎮（今 新北市新莊區）復校的輔仁大學補行復校開學典禮，在台復校宣告成功。 - 1965年12月27日：聖吳甦樂女修會在高雄市三民區成立「文藻女子外國語文專科學校」（今 文藻外語大學），為台灣南部第一所天主教大專院校。 - 1967年4月21日：天主教中國主教團成立，取代天主教教務協進會成為中華民國的最高教務領導機構。 - 1968年9月25日：聖座將金門、馬祖地區劃為聖座直轄的宗座署理區，成立金馬宗座署理區，由台北總主教兼任宗座署理。 - 1969年4月28日：教宗保祿六世擢升時任輔大校長于斌總主教為樞機，為第二位華人樞機。 - 1970年2月24日：聖座將澎湖縣自台南教區劃出，成立澎湖宗座署理區，由白正龍蒙席擔任宗座署理（但1991年起重歸台南教區管轄）。 - 1976年6月：天主教中國主教團與台灣聖公會簽署協議，相互承認雙方聖洗聖事之效力。 - 1998年2月21日：高雄教區單國璽主教獲教宗若望保祿二世擢升為樞機，成為台灣第一位獲得此榮銜者。 - 1998年4月1日：天主教中國主教團決議更名為「天主教台灣地區主教團」，可簡稱為「台灣主教團」。 - 2004年10月1日－10月3日：第一屆台灣青年日在南投埔里謝緯紀念青年營地舉行，主題為「向主走，向愛走」。原定8月13日至15日於南投縣仁愛鄉春陽部落舉行，因受蘭寧颱風影響而延期。 - 2008年5月17日：為慶祝2009年天主教傳入台灣150週年，天主教在台灣一五〇年開幕典禮在高雄市盛大舉行。 - 2008年10月11日：台北總教區官方報刊《教友生活週刊》更名為《天主教周報》，並改以小報格式發行。 - 2009年11月21日：「慶祝天主教在台灣150年傳愛感恩大會」在桃園縣國立體育大學綜合體育館舉行，為台灣天主教會近十年來規模最大的慶典活動。聖座派遣傳信部前部長若瑟·董高樞機（Cardinal Jozef Tomko）以教宗特使身分參加，會中並邀請馬英九總統等各界人士與會。教宗特使在會中發布的教宗祝賀函中，宣布晉升高雄教區劉振忠主教為總主教。 |

## 外部連結
- 天主教會台灣地區主教團（页面存档备份，存于）（台灣天主教會入口網站）

| 教會媒體 - 天主教周報 （页面存档备份，存于） - 高雄教區牧民福傳報（原善導週刊） - 天主教真理電台 （页面存档备份，存于） - 光啟社（页面存档备份，存于） - 天主教之聲傳播協會 （页面存档备份，存于） - 光啟文化事業（页面存档备份，存于） - 聞道出版社 （页面存档备份，存于） | 網路資源 - 天主教聯合書城 （页面存档备份，存于） - 主耶穌網站 （页面存档备份，存于） - 耶穌台灣 |